# Perognathus fasciatus
Perognathus fasciatus là một loài động vật có vú trong họ Chuột kangaroo, bộ Gặm nhấm. Loài này được Wied-Neuwied mô tả năm 1839.
Loài này được tìm thấy ở trung tâm Đại bình nguyên của Canada và Hoa Kỳ, nơi nó phổ biến rộng rãi và khá phổ biến; IUCN xếp loài này vào nhóm "loài ít quan tâm".
Con trưởng thành có chiều dài từ khoảng 125 đến 143 mm trong đó đuôi dài 56–68 mm, với các cá nhân từ cuối phía bắc của phạm vi phân bố là lớn hơn so với những cá thể từ phía nam. Chúng có cân nặng từ 11-14 g.